# (35590) 1998 HQ86
1998 HQ86 (asteroide 35590) é um asteroide da cintura principal. Possui uma excentricidade de 0.08067770 e uma inclinação de 1.13211º.
Este asteroide foi descoberto no dia 21 de abril de 1998 por LINEAR em Socorro.